# Ascendancy
Ascendancy ist das 1995 erschienene Debütwerk des Softwareherstellers The Logic Factory und ein 4X-Strategiespiel.

## Spielziel
Ascendancy stellt den Spieler vor die Aufgabe, seiner Rasse (es gibt derer 21 mit sehr unterschiedlichen Fähigkeiten) den Aufstieg zum galaktischen Imperium zu ermöglichen. Allerdings sind die möglichen Ziele vielfältig. Neben der Eroberung der gesamten Galaxis gibt es beispielsweise auch die Möglichkeit, das Spiel auf diplomatischem Wege zu gewinnen, indem man eine galaxisweite Allianz schmiedet. Zudem ist das Spiel nach Erreichen eines Zieles nicht einfach zu Ende. Dadurch kann man in einem Spiel praktisch mehrmals gewinnen, wenn man mehrere Siegbedingungen gleichzeitig oder nacheinander erreicht.

## Spielprinzip

### Spielumgebung
Im Gegensatz zu vergleichbaren Spielen wie Master of Orion bot Ascendancy erstmals eine teilweise dreidimensionale Spielumgebung. Jedes Sonnensystem bildete für sich selbst einen abgeschlossenen Raum, in dem sich Raumschiffe völlig frei in allen drei Dimensionen bewegen konnten. Auch die Rotation der Planeten um das Zentralgestirn wurde umgesetzt. Das Spielfeld bestand aus einer Ansammlung von Sonnensystemen, die über sogenannte Sternstraßen miteinander verbunden waren. Die Bewegung von Raumschiffen zwischen den Systemen ist nur entlang dieser Verbindungslinien möglich, womit das Spielfeld einen Graph darstellt. Um einen räumlichen 3D-Eindruck der Galaxie zu erwecken, ist dieser im Spiel zu einer Kugeloberfläche „aufgewickelt“.
Die Beherrschung von Sonnensystemen und die Besiedelung der Planeten ist ein wesentliches Spielelement. Die Kolonisierung der Planeten erfolgt dabei genreüblich durch den Bau von verschiedenen Gebäuden wie Fabriken, Forschungslaboren und Wohneinheiten. Anders als in vergleichbaren Spielen ist es aber möglich, auf einem kolonisierten Planeten mehrere Gebäude eines Typs zu errichten. Die Anzahl der möglichen Einrichtungen wird durch die Größe des Planeten begrenzt. Dadurch kann der Spieler die drei Produktionsfelder Industrie, Forschung und Bevölkerungswachstum sehr fein aufeinander abstimmen. Andererseits sorgt dieser Spielmechanismus auch dafür, dass der Spieler bei großen Reichen sehr schnell mit einer großen Anzahl von Planeten konfrontiert wird, die alle einzeln verwaltet werden müssen. Um dies erträglicher zu gestalten, hat man die Möglichkeit für jeden Planeten einzeln einen automatischen Baumodus zu aktivieren.

### Technikbaum
Eine ungewöhnliche Idee ist die dreidimensionale Repräsentation des Technikbaums, des der eigenen Rasse zur Verfügung stehenden Wissens. Viele erforschte Technologien stellen Voraussetzungen zur Erforschung weiterer Fortschritte dar. Der Spieler selbst entscheidet, welcher zu erforschenden Technik er den Vorrang gibt. Auf diese Weise entsteht ein nichtlinearer Technologiebaum.

### Galaktische Rassen und Diplomatie
Die Entwickler von Ascendancy haben insgesamt 21 verschiedene außerirdische Rassen implementiert, von denen drei bis sieben gleichzeitig in einer Galaxis existieren. Die Rassen unterscheiden sich voneinander erheblich in ihrem Aussehen, jede Rasse besitzt zudem eine spezielle Fähigkeit, welche entweder dauerhaft aktiv ist oder in regelmäßigen Abständen angewendet werden kann, um sich ökonomische, diplomatische oder militärische Vorteile zu verschaffen. Die Rassen unterscheiden sich ebenfalls im Aussehen sämtlicher Raumschifftypen.
Zusammentreffen des Spielers mit anderen galaktischen Rassen können entweder indifferent, in einer Allianz oder in einem Konflikt verlaufen. Konflikte lassen sich hier sowohl diplomatisch als auch militärisch lösen. Das Verhalten einer Rasse (friedlich, neutral oder aggressiv) hängt sowohl von den Eigenarten der Rasse selbst, vom Verhandlungsverhalten des Spielers als auch vom globalen Klima der Galaxis ab (dieses lässt sich vor Spielbeginn wählen).

## Portierungen
Am 5. Januar 2011 brachte The Logic Factory eine Portierung des Originals für iOS heraus, die jedoch nicht mehr im Apple Store zur Verfügung steht.

## Rezeption
Ascendancy erhielt gute bis überragende Kritiken von den Spielezeitschriften. Als größerer Kritikpunkt wurde lediglich die schlechte Künstliche Intelligenz der Gegner bemängelt. So baut die KI meist nur Raumhäfen anstatt Orbitalschilde, wodurch diese einfach durch den menschlichen Spieler einzunehmen sind. Ein später veröffentlichter Patch namens antagonizer verringerte dieses Problem, erreichte viele Spieler aber aufgrund des noch nicht sehr verbreiteten Internets nicht.
The Logic Factory kündigte die Arbeiten an einer Fortsetzung namens Ascendancy II Multiverse an, das als „online multiplayer universe“ (Online-Mehrspieler-Universum) beschrieben wurde und auf der selbst entwickelten Engine Hydra basieren sollte. Dieses Projekt wurde im Oktober 2014 abgesagt.